# Hada uniformis
Hada uniformis là một loài bướm đêm trong họ Noctuidae.